# Koldobika Jauregi
Koldobika Jauregi, né le 11 octobre 1959 à Alkiza (Guipuscoa) et mort le 16 juin 2024, est un sculpteur basque.
Il travaille principalement le bois et la pierre, et joue avec la nature des matériaux, influencé par Eduardo Chillida.

## Biographie
Koldobika Jauregi passe plus de quarante ans à sculpter la pierre, le bois, le métal et les murs, dans le monde de l'art. Il utilise toutes sortes de techniques et de matériaux.

## Œuvres
Koldobika Jauregi est connu au niveau international pour être l'auteur du célèbre mémorial Monument en mémoire des victimes du franquisme en raison de leur orientation sexuelle de Durango, au Pays basque.

## Galerie

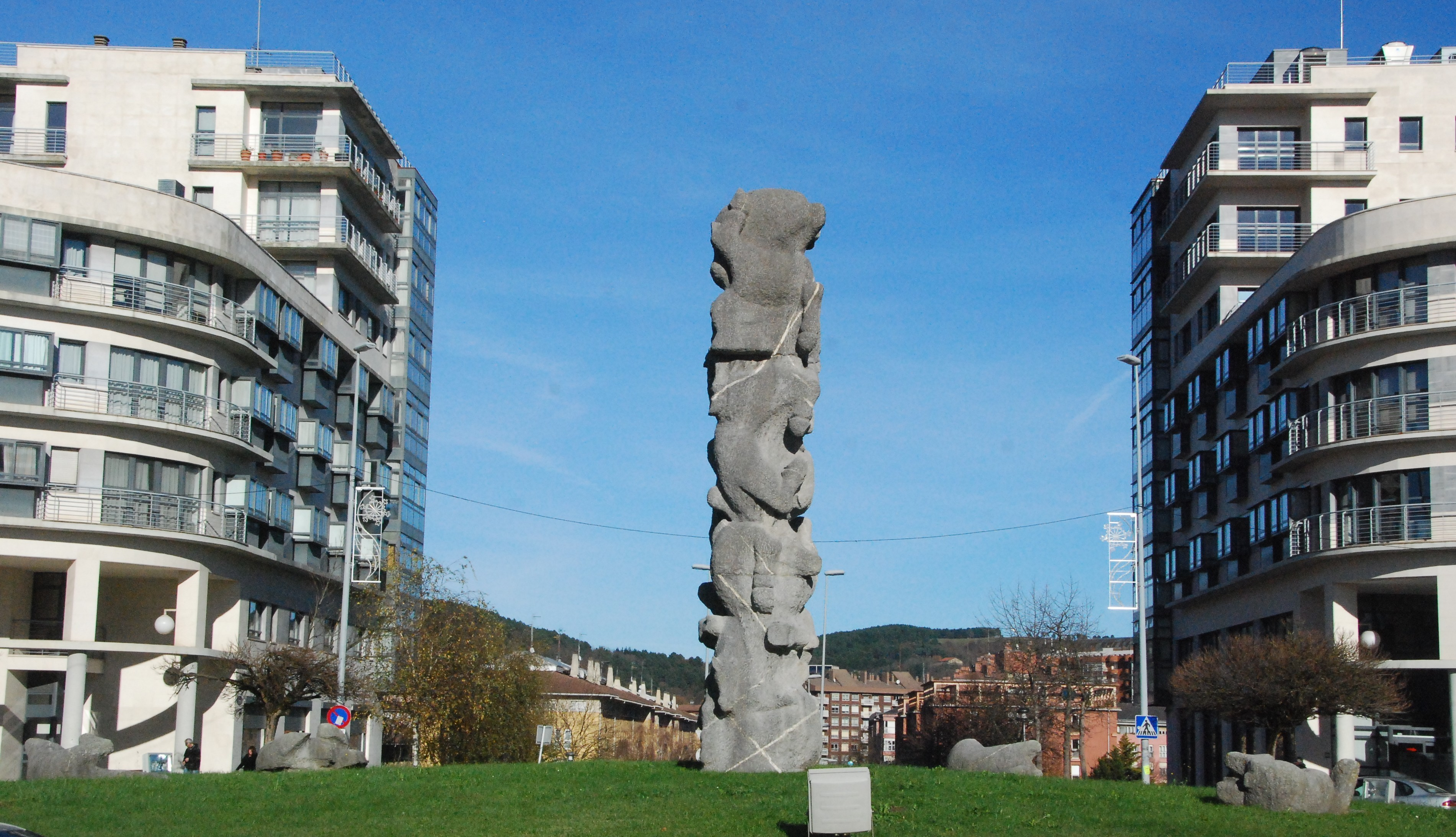
Formak hazkundean (Saint-Sébastien).
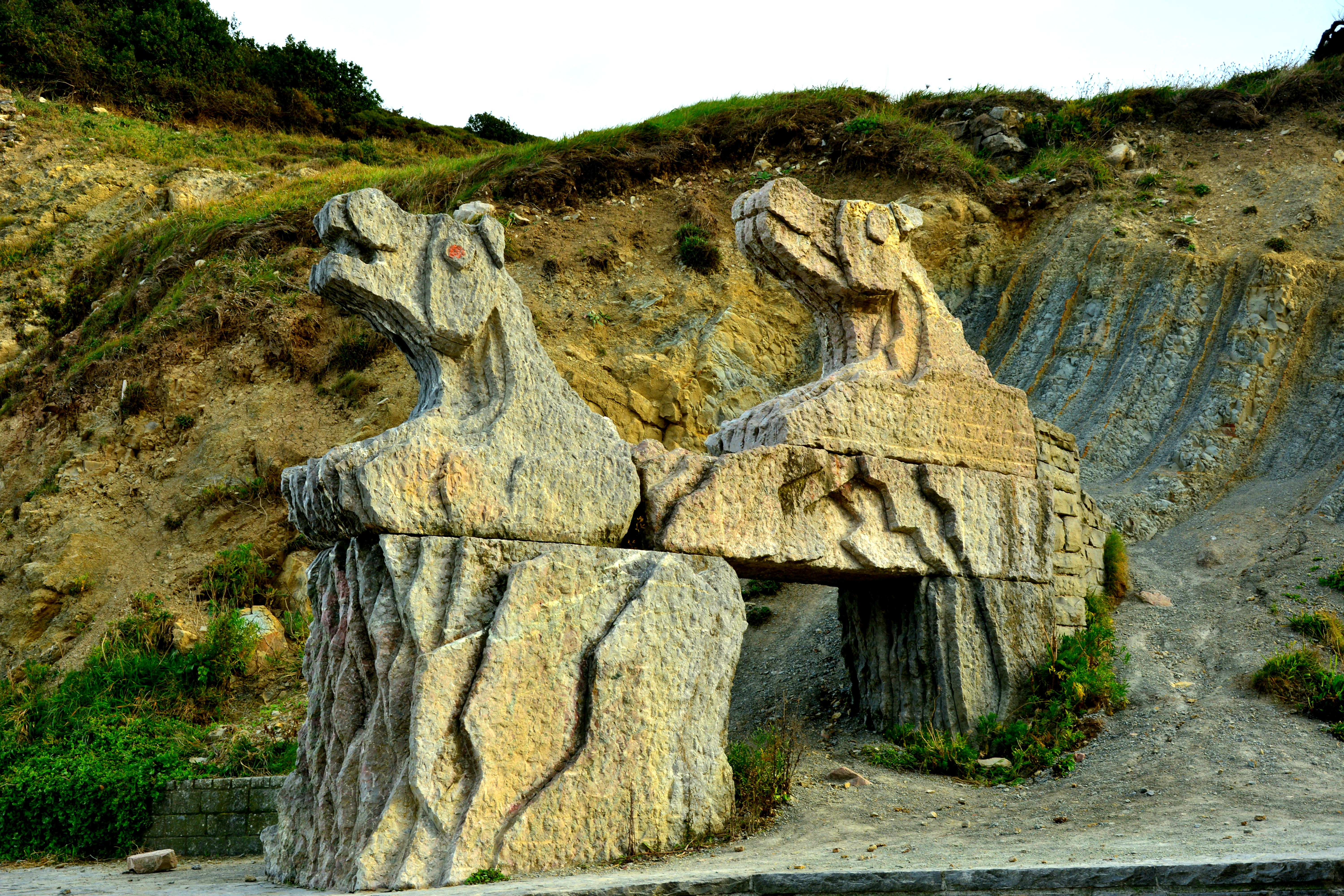
Lur haizea.
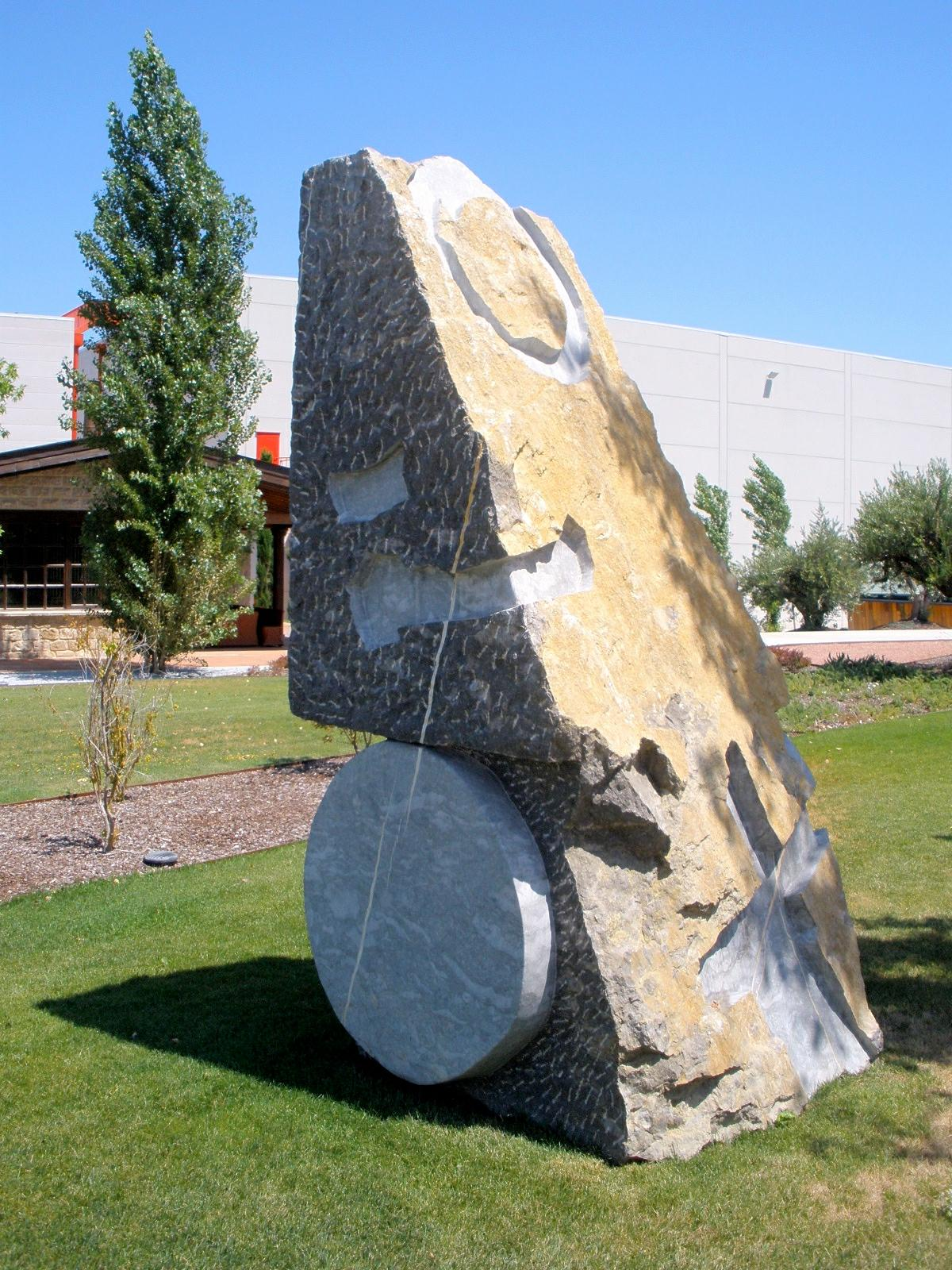
Kantu ixila (Agoncillo, 2006).